# Liste der Monuments historiques in La Chapelle-d’Armentières
Die Liste der Monuments historiques in La Chapelle-d’Armentières führt die Monuments historiques in der französischen Gemeinde La Chapelle-d’Armentières auf.

## Liste der Objekte
| Bezeichnung | Beschreibung                                          | Standort                      | Kennzeichnung | Schutzstatus | Datum | Bild |
| ----------- | ----------------------------------------------------- | ----------------------------- | ------------- | ------------ | ----- | ---- |
| Altar       | Holz, bemalt und vergoldet, Ende des 18. Jahrhunderts | in der Kirche St-Vaast (Lage) | PM59008403    | Inscrit      | 1973  |      |
| Altarkreuz  | Holz, bemalt und vergoldet, Ende des 18. Jahrhunderts | in der Kirche St-Vaast (Lage) | PM59008404    | Inscrit      | 1971  |      |